# LostFellas
Lostfellas je česká freeware adventura z roku 2009. Autorem hry je Jakub Dvořák. Hra bývá svým stylem srovnávána s populární sérií her Život není krásný, přestože se autor snažil, aby si hry podobné nebyly. Hra obsahuje dabing od skupiny Perla Group.

## Příběh
Hra sleduje osudy Petera Browna, který dluží 100 000 dolarů chicagskému mafiánovi, a tak se vydává z Las Vegas, aby splatil svůj dluh. Poblíž městečka Superior se mu však rozbije auto a musí tedy najít mechanika, který by mu auto opravil. Díky tomu se však dostává do problémů.